# Nistreni, Rezina
Nistreni este un sat din cadrul comunei Lalova din raionul Rezina, Republica Moldova. Distanța directă până în centrul raionul Rezina este de 21 km, până în capitala Chișinău 54 km.